# Карбовізна
Карбовізна (пол. Karbowizna, нім. Kerben) — село в Польщі, у гміні Роґово Рипінського повіту Куявсько-Поморського воєводства.
Населення — 80 осіб (2011).
У 1975-1998 роках село належало до Влоцлавського воєводства.

## Демографія
Демографічна структура станом на 31 березня 2011 року:
|          | Загалом | Допрацездатний вік | Працездатний вік | Постпрацездатний вік |
| -------- | ------- | ------------------ | ---------------- | -------------------- |
| Чоловіки | 40      | 9                  | 29               | 2                    |
| Жінки    | 40      | 10                 | 23               | 7                    |
| Разом    | 80      | 19                 | 52               | 9                    |